# Tatsuya Fujiwara

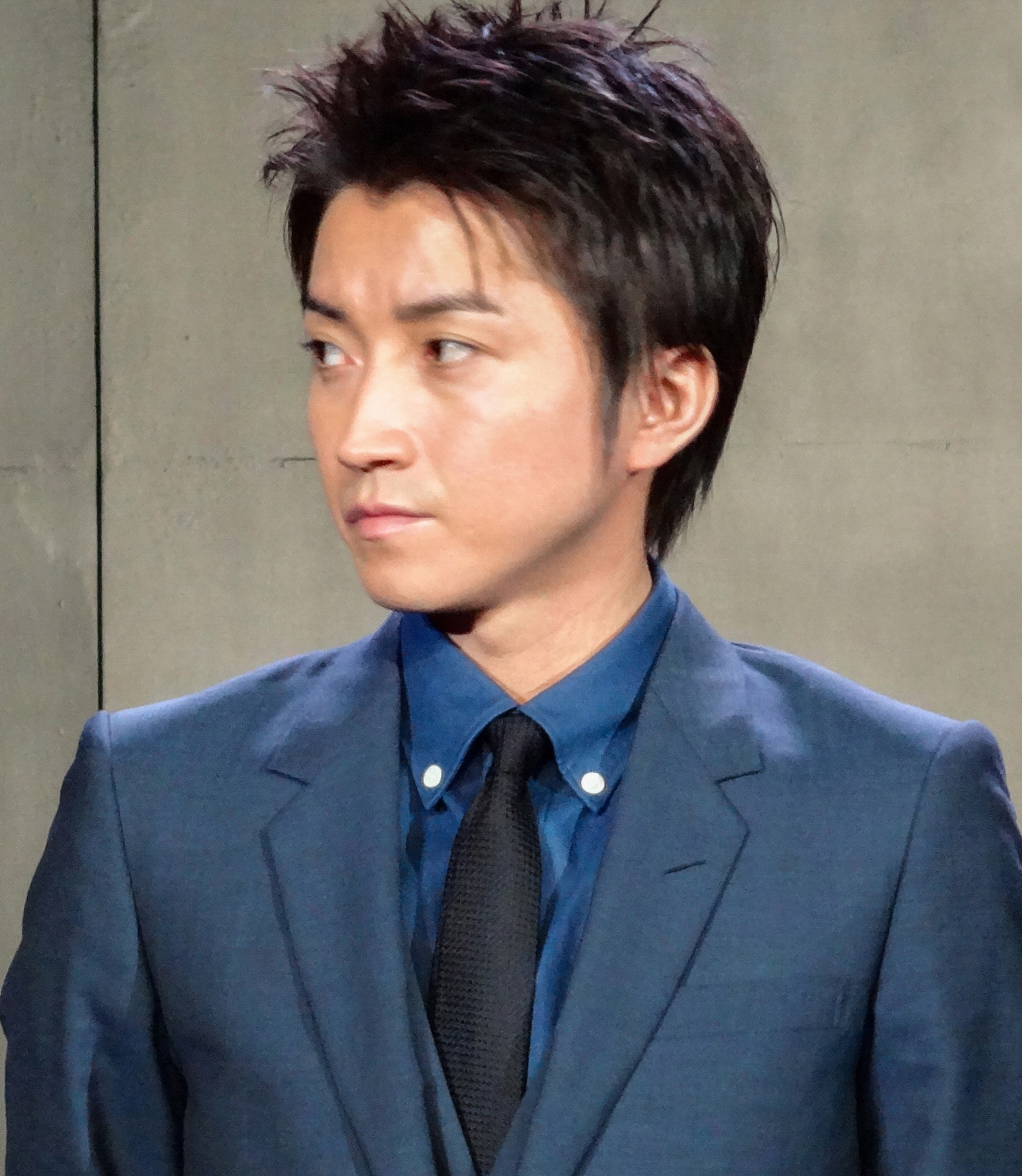
Tatsuya Fujiwara (2014)

Tatsuya Fujiwara (jap. 藤原 竜也, Fujiwara Tatsuya; * 15. Mai 1982 in Chichibu, Saitama, Japan) ist ein japanischer Schauspieler.

## Biografie
Er brach die Oberschule ab. 1997 spielte er im Theaterstück Shintokumaru unter der Regie Yukio Ninagawas mit, das den Beginn seiner Schauspielkarriere bedeuten sollte. Im darauf folgenden Jahr wurde das Stück auch in London aufgeführt. Später arbeitete er weiterhin mit Ninagawa am Theater zusammen. So spielte er beispielsweise 2004 und 2005 den Romeo in seiner Inszenierung von William Shakespeares Romeo und Julia, während Anne Suzuki die Julia verkörperte.
Im Juli 1997 hatte er im zwölfteiligen Fernsehdrama Sore ga kotae da! seine erste Fernsehrolle. Es folgten diverse weitere Fernsehserien. Im 2000 erschienenen Persona – Die Macht hinter den Masken gab er sein Spielfilmdebüt. Darin spielte Fujiwara den Hersteller von Masken, die gemobbte Schüler aufsetzen, um sich emotional von anderen abzugrenzen. Schon bald entwickeln sich diese Masken zur Mode und zum mysteriösen Kult.
Seine wohl bislang bekannteste Rolle hatte Fujiwara in Kinji Fukasakus kontrovers diskutiertem und kommerziell erfolgreichem Psychothriller Battle Royale an der Seite von Takeshi Kitano und Aki Maeda. Für die Darstellung des Shuya Nanahara gewann er 2001 den Blue Ribbon Award und den Japanese Academy Award als Bester Nachwuchsdarsteller. Für letzteren Preis war er außerdem, sowohl für Battle Royale als auch für dessen Fortsetzung, als Bester Hauptdarsteller nominiert.
Der Schauspieler, der 2002 bei dem Fernsehfilm Sabu mit dem Regisseur Takashi Miike zusammenarbeitete, verkörperte den Samurai Sōji Okita 2004 in der Fernsehserie Shinsengumi!. In Shusuke Kanekos Verfilmung der Manga-Serie Death Note und dessen Fortsetzung spielte er die Hauptrolle, den Jugendlichen Light Yagami, der mithilfe eines Notizbuches Menschen tötet.

## Death Note
Fujiwara spielte den Hauptcharakter, Light Yagami, in den Death-Note-Realverfilmungen. Fujiwara sagte während der Dreharbeiten, dass es für ihn schwer war, einen Charakter mit solch zurückhaltenden Emotionen zu spielen. Während des Filmdrehs von Death Note: The Last Name, wurden Tatsuya und Kenichi Matsuyama, welcher L verkörpert, gute Freunde. Matsuyama erwähnte, dass Tatsuya gute Arbeit geleistet habe.

## Filmografie

### Filme
- 1997: Sore ga kotae da! (Fernsehserie)
- 1998: Aishi suginakute yokatta (Fernsehserie)
- 1998: Rakuen eno hashi (Fernsehfilm)
- 1999: L×I×V×E (Fernsehserie)
- 1999: Tengoku no kiss (Fernsehserie)
- 2000: Persona – Die Macht hinter den Masken (Kamen gakuen)
- 2000: Kimi ga oshiete kureta koto (Fernsehserie)
- 2000: Battle Royale (Batoru rowaiaru)
- 2002: Sabu (Fernsehfilm)
- 2002: Ai nante iranee yo, natsu (Fernsehserie)
- 2003: Battle Royale 2 (Batoru rowaiaru II: Chinkonka)
- 2004: Moonlight Jellyfish (Mūnraito Jerīfisshu)
- 2004: Shinsengumi! (Fernsehserie)
- 2006: Furuhata Ninzaburo Final (Fernsehfilm)
- 2006: Shinsengumi!! Hijikata Toshizō saigo no ichi-nichi (Fernsehfilm)
- 2006: Death Note (Desu nōto)
- 2006: Death Note – The Last Name (Desu nōto: The Last Name)
- 2007: It’s Only You
- 2008: L: Change the World (Gastauftritt)
- 2008: My First Love Goes To Past
- 2008: Chameleon: Long Goodbye
- 2008: Snakes and Earrings
- 2009: Zen
- 2009: Kaiji: Jinsei Gyakuten Game
- 2010: Parade
- 2010: The Incite Mill
- 2010: Arrietty – Die wundersame Welt der Borger (Karigurashi no Arietti) (Stimme)
- 2011: Kaiji 2
- 2012: Okaeri Hayabusa
- 2012: I’m Flash!
- 2013: Wara no Tate
- 2014: Kamisama no Karute 2
- 2014: Sanbun no Ichi
- 2014: Monster
- 2014: Rurouni Kenshin: Kyoto Taika-hen

### Fernsehen
- 2010: Ojiichan wa 25 Sai (TBS)
- 2010: Wagaya no Rekishi (Fuji TV)
- 2008: Tokyo Daikushu (NTV)
- 2006: Sengoku Jieitai (NTV)
- 2006: Furuhata Ninzaburo Final (Fuji TV, Episode 40)
- 2005: Akai Giwaku (TBS)
- 2004: Yatsuhakamura (Fuji TV)
- 2004: Shinsengumi (NHK)
- 2002: Ai Nante Irane Yo, Natsu (TBS)
- 2002: Kamaitachi no Yoru
- 2001: Shin Hoshi no Kinka (NTV)
- 2001: Ikutsumo no Umi wo Koete (NTV)
- 2001: Satoshi no Seishun (TBS)
- 2000: Kimi ga Oshiete Kureta Koto (TBS)
- 1999: Tengoku no Kiss (TV Asahi)
- 1999: LxIxVxE (TBS)
- 1999: Sotsugyo Ryoko (NTV)
- 1999: Border (NTV)
- 1998: Seiki Matsu no Shi (NTV)
- 1998: Change! (TV Asahi)
- 1998: Koritsuku Natsu (NTV)
- 1998: Rakuen e no Hashi (NTV)
- 1998: Cyber Bishoujo Teromea (TV Asahi)
- 1998: San Shimai Tantei Dan (NTV)
- 1998: Aishi Suginakute Yokatta (TV Asahi)
- 1997: Sore Ga Kotae Da! (Fuji TV)

## Auszeichnungen
- 36th Golden Arrow Award: Neudurchstarter des Jahres (1999)
- 37th Golden Arrow Award: Theater (2000)
- 43rd Blue Ribbon Award: Neudurchstarter des Jahres (2000)
- 24th Japan Academy Award: Beste Schauspieler Nominierung für Battle Royale (2001)
- 38th Kinokuniya Stage Prize: Persönliche Auszeichnung (2004)
- 3rd Asahi Stage Art Award:  Terayama Shuji Auszeichnung (2004)
- 11th Yomiuri Stage Award:  Haruko Sugimura Auszeichnung (2004)
- 27th Japan Academy Award:Beste Schauspieler Nominierung für Battle Royale II (2004)